# Incarville
Incarville é uma comuna francesa na região administrativa da Normandia, no departamento de Eure. Estende-se por uma área de 8,33 km². Em 2010 a comuna tinha 1 443 habitantes (densidade: 173,2 hab./km²).